# 黑翼項鰭鯰
黑翼項鰭鯰，為輻鰭魚綱鯰形目項鰭鯰科的其中一種，為亞熱帶淡水魚類，分布於南美洲阿根廷拉布拉他河流域，體長可達20.2公分，棲息在底層水域，生活習性不明。

## 扩展阅读
維基物種上的相關：黑翼項鰭鯰